# Act.5 New Action
《Act.5 New Action》(액트 파이브 뉴 액션)은 대한민국의 걸 그룹 구구단의 다섯 번째 음반이자, 세 번째 EP이다. 타이틀 곡은 〈Not That Type〉(낫 댓 타입)으로, 2018년 11월 6일 CJ E&M에서 발매되었다.

## 개요
- 2018년 5월부터 건강 문제로 활동을 중단하였던 혜연이 10월 25일 구구단에서 탈퇴하면서[1][2], 8인조로 재편된 이후 처음 발매하는 음반이다.
- 수록곡 중 〈너에게〉는 김세정이 처음으로 작사를 맡은 곡이다.[3]
- 구구단은 이 음반의 활동을 마친 뒤, 12월 1일과 2일 이틀 간 첫 번째 단독 콘서트 “PLAY”를 개최할 예정이다.

## 발매 과정
2018년 10월 17일, 젤리피쉬 엔터테인먼트에서 구구단이 11월 6일 미니 음반을 발매한다고 밝혔다. 음반의 이름은 10월 27일 미나가 풍선껌을 불고 있는 한 장의 티저 이미지와 함께 공개되었다.
10월 28일, 첫 번째 단체 사진과 개인별 사진이 공식 SNS에 게시되었다. 이어 10월 29일에는 파란색 배경에 검은색과 녹색 계열의 옷을 입은, 상반된 분위기의 두 번째 단체 사진과 개인별 사진이 공개되었다. 10월 30일에는 총 6곡의 트랙리스트가, 11월 2일에는 하이라이트 메들리가 공개되었다.
이후 11월 3일, 하나가 등장하는 안무 스포일러 영상이 공개되었다. 11월 4일에는 뮤직 비디오의 일종의 스틸 컷이 공개되었다. 마지막으로 11월 5일 뮤직 비디오 티저 영상이 유튜브에 게시되었다.

## 수록곡
| #            | 제목               | 작사           | 작곡                                                   | 재생 시간 |
| ------------ | ------------------ | -------------- | ------------------------------------------------------ | --------- |
| 1.           | 〈Not That Type〉  | 경진희, 구슬윤 | Erik Nyholm, Jessica Jean Pfeiffer (편곡: Erik Nyholm) | 3:11      |
| 2.           | 〈Be Myself〉      | Inner child    | PUFF, Inner child (편곡: PUFF)                         | 3:01      |
| 3.           | 〈너에게〉         | 김세정         | Erik Lidbom, Gifty Dankwah (편곡: Erik Lidbom)         | 3:53      |
| 4.           | 〈Shotgun〉        | 박소현         | Paul Najjar, Ylva Dimberg (편곡: Paul Najjar)          | 2:57      |
| 5.           | 〈Do it〉          | RAVI           | RAVI, PUFF (편곡: RAVI, PUFF)                          | 3:17      |
| 6.           | 〈Pastel Sweater〉 | 김지향         | Erik Lidbom, MLC (편곡: Erik Lidbom)                   | 4:25      |
| 총 재생 시간 | 총 재생 시간       | 총 재생 시간   | 총 재생 시간                                           | 20:44     |